# 刘昌群
刘昌群（1902年—1948年），曾用名刘仕衡、刘仲雯、刘仲云:122，中国共产党早期党员。

## 生平
1902年，刘昌群出生于湖北黄陂县。1921年12月在私立武昌中华大学就读期间，参与武汉社会主义青年团的建立工作，并于1922年4月担任该团书记，同时负责团属多本刊物的编辑工作。1922年刘昌群加入中国共产党。1922年起，刘昌群先后担任中共武汉区执行委员会委员，中共武昌地委宣传员、国民党湖北省临时党部执行委员等职位，1923年前往南京参加中国社会主义青年团第二次全国代表大会。
1925年1月，刘昌群前往上海参加中国社会主义青年团第三次全国代表大会，会上当选为团中央候补委员。1925年5月中旬担任湖北反基督教大同盟大会总务股主任，湖北青年团体联合会执行委员。至1925年11月前往上海担任共青团南市部委员会书记前，刘昌群还曾在湖北共青团先后担任多个职位。1926年，刘昌群进入中共上海高级党校学习班学习。1927年四一二事变发生后，随共青团中央前往武汉，并于武汉出席了中国共产党第五次全国代表大会和中国共产主义青年团第四次全国代表大会。在共青团四大上，刘昌群当选为团中央执行委员。:122-123:71-72
1927年起，刘昌群先后担任共青团湖北省委书记、中共第五届中央委员会党报委员会委员、中共湖北省委委员等职务。1927年10月26日，刘昌群在中共湖北省委第八次常委会议上认为应该在武汉举行总暴动，以夺取武汉的控制权。但这一决定在两天之后被时任中共长江局书记、中央两湖巡视员罗亦农制止，理由是主观力量不足以发动武汉暴动。随后刘昌群以湖北共青团委书记的身份联合韩光汉向中共中央报告相关情况，指控罗亦农犯右倾机会主义错误。这份报告致使罗亦农的党内职务一度被撤。最终在以瞿秋白为首的中共临时中央政治局的处理下，针对罗亦农的指控被撤销，而刘昌群也因这次事件于1928年初被调离湖北省团委，改为参与上海的共青团中央的工作。1928年因对“瞿秋白路线”不满，刘昌群于上海脱党。:72-73
抗日战争爆发后，1938年，刘昌群曾经资助两名侄女前往延安，之后前往桂林，担任南京国民政府广西省政府高级参议，中国国民党广西省党部书记长，在此期间重新和中共党组织建立联系，受雇负责白崇禧的抗日统战工作。:72-73
1948年，刘昌群病逝于香港。:123